# Campionati del mondo di ciclismo su pista 2020 - Velocità a squadre maschile
La gara di velocità a squadre maschile ai Campionati del mondo di ciclismo su pista 2020 si è svolta il 26 febbraio 2020.

## Podio
| Pos.    | Atleta        | Nazionalità                                                        |
| ------- | ------------- | ------------------------------------------------------------------ |
| Oro     | Paesi Bassi   | Roy van den Berg Harrie Lavreysen Jeffrey Hoogland Matthijs Büchli |
| Argento | Gran Bretagna | Ryan Owens Jack Carlin Jason Kenny                                 |
| Bronzo  | Australia     | Thomas Cornish Nathan Hart Matthew Richardson                      |

## Risultati

### Qualificazioni
I migliori 8 tempi si qualificano per il primo turno.
| Posizione | Nazione       | Atleti                                                            | Tempo  | Gap    | Note |
| --------- | ------------- | ----------------------------------------------------------------- | ------ | ------ | ---- |
| 1         | Paesi Bassi   | Roy van den Berg Harrie Lavreysen Matthijs Büchli                 | 41.987 |        | Q    |
| 2         | Gran Bretagna | Ryan Owens Jack Carlin Jason Kenny                                | 42.471 | +0.484 | Q    |
| 3         | Francia       | Grégory Baugé Sébastien Vigier Quentin Lafargue                   | 42.805 | +0.818 | Q    |
| 4         | Australia     | Thomas Cornish Nathan Hart Matthew Richardson                     | 42.996 | +1.009 | Q    |
| 5         | Polonia       | Maciej Bielecki Krzysztof Maksel Mateusz Rudyk                    | 43.041 | +1.054 | Q    |
| 6         | Nuova Zelanda | Ethan Mitchell Sam Webster Eddie Dawkins                          | 43.083 | +1.096 | Q    |
| 7         | Germania      | Eric Engler Stefan Bötticher Maximilian Levy                      | 43.140 | +1.153 | Q    |
| 8         | Russia        | Alexander Sharapov Denis Dmitriev Pavel Yakushevskiy              | 43.236 | +1.249 | Q    |
| 9         | Giappone      | Kazuki Amagai Yudai Nitta Tomohiro Fukaya                         | 43.416 | +1.429 |      |
| 10        | Cina          | Guo Shuai Luo Yongjia Zhang Miao                                  | 43.830 | +1.843 |      |
| 11        | Bielorussia   | Aliaksandr Hlova Artsiom Zaitsau Uladzislau Novik                 | 44.352 | +2.366 |      |
| 12        | Spagna        | Alejandro Martínez Chorro Juan Peralta Gascon José Moreno Sánchez | 44.630 | +2.643 |      |
| 13        | Kazakistan    | Maxim Nalyotov Sergey Ponomaryov Andrey Chugay                    | 45.043 | +3.056 |      |
| 14        | India         | Jemsh Singh Keithellakpam Rojit Singh Yanglem Esow Alben          | 46.063 | +4.076 |      |

### Primo turno
I vincitori di ogni batteria si qualificano per le finali, i migliori 2 tempi a quella per l'oro.
| Posizione | Batteria | Nazione       | Atleti                                               | Tempo  | Gap    | Note  |
| --------- | -------- | ------------- | ---------------------------------------------------- | ------ | ------ | ----- |
| 1         | 1        | Australia     | Thomas Cornish Nathan Hart Matthew Richardson        | 43.044 |        | q     |
| 2         | 1        | Polonia       | Maciej Bielecki Mateusz Rudyk Rafał Sarnecki         | 43.490 | +0.446 |       |
| 1         | 2        | Francia       | Grégory Baugé Melvin Landerneau Sébastien Vigier     | 42.730 |        | q     |
| 2         | 2        | Nuova Zelanda | Eddie Dawkins Ethan Mitchell Sam Webster             | 43.205 | +0.475 |       |
| 1         | 3        | Gran Bretagna | Jack Carlin Jason Kenny Ryan Owens                   | 42.294 |        | Q     |
| 2         | 3        | Germania      | Stefan Bötticher Eric Engler Maximilian Levy         | 43.144 | +0.850 |       |
| 1         | 4        | Paesi Bassi   | Jeffrey Hoogland Harrie Lavreysen Roy van den Berg   | 41.275 |        | Q, WR |
| 2         | 4        | Russia        | Denis Dmitriev Alexander Sharapov Pavel Yakushevskiy | 42.868 | +1.593 |       |

### Finali
| Posizione            | Nazione       | Atleti                                             | Tempo  | Gap    | Note |
| -------------------- | ------------- | -------------------------------------------------- | ------ | ------ | ---- |
| Finale per l'oro     |               |                                                    |        |        |      |
| 1                    | Paesi Bassi   | Roy van den Berg Harrie Lavreysen Jeffrey Hoogland | 41.225 |        | WR   |
| 2                    | Gran Bretagna | Ryan Owens Jack Carlin Jason Kenny                 | 42.400 | +1.175 |      |
| Finale per il bronzo |               |                                                    |        |        |      |
| 3                    | Australia     | Thomas Cornish Nathan Hart Matthew Richardson      | 42.829 |        |      |
| 4                    | Francia       | Grégory Baugé Sébastien Vigier Quentin Lafargue    | 43.213 | +0.384 |      |